# 弗氏三角麗魚
弗氏三角麗魚，為輻鰭魚綱鱸形目隆頭魚亞目慈鯛科的其中一種，分布於南美洲奧里諾科河流域，體長可達19公分，棲息在中底層水域，生活習性不明，可作為觀賞魚。